# Llista de topònims de Sant Joan la Cella
Llista de topònims (noms propis de lloc) de Sant Joan la Cella (Rosselló).
Informació actualitzada per un bot. Els canvis manuals es perdran quan s'actualitzi!

## Misc
| imatge | Nom                                         | Ubicat a                      | instància de                          | Detalls                           | coordenades                                                                                       | Protecció | Commons (més fotos)                       | Dades a WD                    |
| ------ | ------------------------------------------- | ----------------------------- | ------------------------------------- | --------------------------------- | ------------------------------------------------------------------------------------------------- | --------- | ----------------------------------------- | ----------------------------- |
|        | Còrrec de les Calçades                      | Sant Joan la Cella Vilamulaca | curs d'aigua                          |                                   | 42° 34′ 49″ N, 2° 52′ 13″ E / 42.580326°N,2.870412°E                                              |           |                                           | Modifica les dades a Wikidata |
|        | Sant Joan Evangelista de Sant Joan la Cella | Sant Joan la Cella            | església                              | Estil: art preromànic 9th century | 42° 34′ 53″ N, 2° 52′ 02″ E / 42.5814°N,2.86716°E Rosselló 69.2 msnm                              |           | Église Saint-Jean de Saint-Jean-Lasseille | Modifica les dades a Wikidata |
|        | casa de la vila de Sant Joan la Cella       | Sant Joan la Cella            | instal·lació Ús: seu del govern local |                                   | 42° 34′ 55″ N, 2° 51′ 55″ E / 42.5818196846037°N,2.86519064739304°E fr:66300 SAINT-JEAN-LASSEILLE |           |                                           | Modifica les dades a Wikidata |